# Dryopteris tenuicula
Dryopteris tenuicula là một loài thực vật có mạch trong họ Dryopteridaceae. Loài này được C.G. Matthew & H. Christ miêu tả khoa học đầu tiên năm 1909.